# Fem reser till havet
Fem reser till havet är en bok skriven av Enid Blyton. Den kom ut 1954, och ingår i Fem-serien.

## Handling
Det är lov från skolan och femgänget beger sig till kusten i Cornwall för ännu ett spännande äventyr. Där bor de på en bondgård hos familjen Penruthlan och träffar pojken Yan som bor hos sin farfar i en koja. Vid havet ligger en gammal ruin med ett mystiskt blinkande ljus om nätterna. Ett teatersällskap kommer till det lilla samhället och femgänget får stifta bekantskap med den roliga hästen Klampe (Clopper).

## Karaktärer
- George Kirrin och hunden Tim
- Kusinerna Julian, Dick och Anne
- Mrs Penruthlan – femgångets värd och bondhustru
- Mr Penruthlan – bonde
- Yan – en fattig föräldralös pojke som bor hos sin farfar
- Resande teatersällskapet the Barnies

## Anpassningar
Spelboken The Wreckers’ Tower Game  som kom ut 1983 var baserad på denna bok. Två avsnitt i TV-serien från 1970-talet  Famous Five var baserade på boken och även under 1990-talet gjordes två avsnitt i TV- serien Vi fem.

## Översättningar
Fem reser till havet kom ut på svenska 1958 i översättning av Ingegerd Lindström. Boken nyöversattes 1978 av Kerstin Lennerthson om 1978 hette Kerstin Apell. 2005 kom en ljudbok ut med Lasse Almebäck som inläsare.